# Pilotrichella ragazzii
Pilotrichella ragazzii là một loài Rêu trong họ Meteoriaceae. Loài này được Brizi mô tả khoa học đầu tiên năm 1893.